# باس (آرکانزاس)
باس (به انگلیسی: Bass) یک منطقهٔ مسکونی در ایالات متحده آمریکا است که در شهرستان نیوتون، آرکانزاس واقع شده‌است. باس ۲۶۷٫۰۱ متر بالاتر از سطح دریا واقع شده‌است.